# Бейен, Йохан Виллем
Йохан Виллем Бейен (нидерл. Johan Willem Beyen; 2 мая 1897, Утрехт, Нидерланды — 29 апреля 1976, Гаага, Нидерланды) — нидерландский банкир и политик, который вдохнул новую жизнь в процесс европейской интеграции в середине 1950-х годов. Бейен — один из наименее известных представителей так называемых «отцов-основателей Европейского союза». В Нидерландах в качестве министра иностранных дел Бейен внёс важный вклад в европейский процесс объединения. Он смог убедить различные силы как внутри страны, так и в Европе принять евроинтеграцию. Созданный им план (план Бейена) содержал предложения о создании таможенного союза и развитии широкого экономического сотрудничества в рамках общего европейского рынка. Впоследствии эти идеи использовались при разработке Римского договора 1957 года.

## Ранние годы
Йохан Виллем Бейен родился 2 мая 1897 года в городе Утрехте в Нидерландах. Его отец Карел Хендрик Бейен был адвокатом. Семья Бейена была состоятельной, поэтому его детство было беззаботным, а воспитание концентрировалось на музыке и литературе. В 1918 году он окончил Утрехтский университет по направлению права. После этого работал в министерстве финансов, но в 1924 году перешёл в банковскую и бизнес сферу. Бейен занимал несколько высоких должностей, например, вице-президента, а с 1937 года президента Банка международных расчётов и директора британо-нидерландской компании Unilever.

## Вторая мировая война
Во время Второй мировой войны Бейен работал в эмиграции в Лондоне, стал советником нидерландского правительства в изгнании. В 1944 году он играл важную роль на Бреттон-Вудской конференции, где была определена послевоенная мировая финансовая структура. С 1946 года он представлял Нидерланды в совете управляющих Всемирного банка, а с 1948 года занял ту же должность в Международном валютном фонде.
Во время войны Йохан Бейен стал убеждённым сторонником того, что только полная усиленная экономическая кооперация может предотвратить повторение ужасов войны и финансовых кризисов, подобных Великой депрессии.

## Министр иностранных дел
В 1952 году Бейен был назначен министром иностранных дел во втором кабинете Виллема Дреса. Бейен считал, что региональное сотрудничество должно стать основой послевоенных международных отношений.

### План Бейена
9 мая 1950 года была опубликована Декларация Шумана, её результатом стало создание в 1952 году Европейского объединения угля и стали. Однако Бейен искал возможности ещё большего сотрудничества европейских наций. Он понимал, что политическая интеграция в то время была труднодостижима, и потому пытался убедить своих внутренних и международных коллег в том, что дальнейший прогресс можно осуществить через большую экономическую кооперацию, веря, что за ней последует политическое объединение. Тогда же он начал разрабатывать план, позже названный его именем. Основываясь на своём опыте в области международных финансов, Бейен осознавал, что вопросы, связанные с торговыми барьерами и безработицей, крайне непросто решаются на национальном уровне, и выступал за международный подход. Несмотря на некоторую оппозицию его идеям в правительстве, Бейен вынес свой план на обсуждение во время переговоров по Европейскому оборонному сообществу и Европейскому политическому сообществу.

## Единый рынок
Поначалу план Бейена не пользовался большой поддержкой, особенно в связи с тем, что Франция в то время избегала большей экономической интеграции. Однако, когда договор о Европейском оборонном сообществе был отвергнут французским парламентом, ситуация изменилась: политическая и военная интеграция зашла в тупик. Это дало новую жизнь плану Бейена, который предполагал новый способ экономического сотрудничества (предлагалась так называемая горизонтальная интеграция, а не объединение секторов экономик стран по примеру Европейского объединения угля и стали). Речь шла о создании общего рынка для всех типов товаров наподобие уже существовавшего тогда таможенного союза Бенилюкс. Именно страны Бенилюкса под руководством Поль-Анри Спаака объединили идеи Бейена с планом по созданию Евратома и предоставили Йохану Бейену возможность самому разъяснить свои предложения на Мессинской конференции в 1955 году. Бейен убеждал, что политического единства не достичь без общего рынка, наднациональных институтов и общей ответственности за экономическую и социальную политику. Предложения были поддержаны, что привело к подписанию в 1957 году Римских договоров, предусматривавших создание Евратома и Европейского экономического сообщества, которым управляла наднациональная комиссия и союзный суд.
Роль Бейена часто недооценивают, хотя его работа внесла значительный вклад в процесс европейской интеграции 50х годов и поставила его в один ряд со многими выдающимися политиками, которых называют «Отцы-основатели Европейского союза». Заслуга Йохана Бейена в том, что он дал новый импульс интеграции, когда европейский проект более всего нуждался в нём.